# Lievensberg
De Lievensberg is een 127 hectare groot bosrijk landgoed ten oosten van de A58 bij Bergen op Zoom. 
Het gebied bestaat uit loof- en naaldbos, enkele vastgelegde stuifduintjes en een ca 25 ha groot heideveld in het van het gebied. Het ligt vlak bij de stad en wordt druk bezocht door wandelaars. Het is met name te bereiken vanaf de Balsedreef. Die omgeving is fraai parkachtige aangelegd met zware beukenlanen, picknickplaatsen, een heidetuin en een vijver. In de heidetuin vindt men 30 soorten heide.
Het gebied is in eigendom en beheer bij de gemeente Bergen op Zoom, maar een deel is in gebruik als waterwingebied van Brabant Water, dat een productiebedrijf heeft nabij Nieuw-Borgvliet aan de overzijde van de A58, Mondaf genaamd.  

## Ligging
Het gebied ligt ten oosten van de kom van Bergen op Zoom, daarvan gescheiden door Rijksweg 58. Via een tunnel komt men op de Balse Dreef, vanwaar ook een wandeling is uitgezet. Ten noorden van de Lievensberg vindt men landgoed Zoomland, ten zuiden ligt landgoed Groot Molenbeek en ten zuidoosten vindt men het tot Zurenhoek behorende landgoed Boslust.